# Susanne Sundfør
Pour l’article homonyme, voir Susanne Sundfør (album).
Susanne Aartun Sundfør, née le 19 mars 1986 à Haugesund, Norvège, est une autrice-compositrice-interprète norvégienne.

## Carrière
Susanne Sundfør naît le 19 mars 1986 à Haugesund, Norvège. Elle est la petite-fille du linguiste et philosophe Kjell Aartun. Elle suit des études d'anglais et d'art à l'université de Bergen.
Après avoir assuré les premières parties de la tournée estivale de Tom McRae en 2005, Susanne Sundfør se fait connaître l'année suivante au niveau national en participant au festival By:Larm de Tromsø, s'attirant à cette occasion des critiques élogieuses de la part des médias musicaux. Pendant le printemps 2006, elle se produit en compagnie du groupe de rock Madrugada en remplacement d'Ane Brun (qui avait participé à leur album de duos sorti en 2005, Duets). En novembre de la même année, elle participe à l'émission God Morgen Norge! sur la chaîne TV 2. Enfin, elle fait les premières parties des artistes norvégiens Marit Larsen (ex M2M) et Minor Majority. 
Pendant l'hiver 2006-2007, le lancement de son premier single, Walls (disponible en Norvège à partir du 29 novembre 2006) et le succès rencontré par ce dernier auprès des radios nationales, permet à Sundfør de s'imposer comme une des étoiles montantes de la scène norvégienne. Après une nouvelle participation au festival By:Larm en février 2007, son premier album, homonyme, sort le 19 mars de la même année, le jour du 21e anniversaire de son interprète. Fruit d'une collaboration avec le producteur et musicien Geir Luedy et publié par le label Your Favourite Music, ce premier effort parvient à se hisser jusqu'à la troisième place du Top 40 norvégien et y reste classé pendant 23 semaines.
En février 2008, Sundfør reçoit le Spellemannprisen d'artiste féminine de l'année, déclenchant un débat dans l'opinion publique sur la pertinence de faire concourir hommes et femmes dans des catégories séparées après qu'elle a déclaré dans son discours de remerciement se considérer « d'abord et avant tout comme une artiste, et non pas comme une femme ». Ce même mois sort l'album Sorgen og Gleden (« La Peine et la Joie »), réalisé à l'instigation de la princesse héritière Mette-Marit Tjessem Høiby de Norvège, et sur lequel Susanne Sundfør interpréte le morceau Ingen Vinner Frem til Den Evige Ro (« Personne ne prévaut jusqu'au repos éternel ») de Lars Linderot et Gustav Jensen. 
En mars 2008, une version live de son premier album est publiée sous le nom de Take One, avec un succès commercial bien moindre que celui de son prédécesseur (une seule semaine dans le Top 40 national, à la 32e place).
Le 12 mars 2010, Susanne Sundfør publie son troisième album, The Brothel. Bien que très éloigné, tant sur le plan musical qu'esthétique, de ses deux premiers opus, ce concept album ténébreux et onirique, issu d'une collaboration avec l'artiste plasticienne Kristin Austreid rencontre un très vif succès commercial (plus de 40 000 copies écoulées en Norvège) et critique. De nouveau nommée aux Spellemannprisen en 2011 dans la catégorie d'artiste féminine de l'année, elle demande que son nom soit retiré de la liste des lauréates potentielles, relançant du même coup la polémique qui avait suivi la cérémonie de 2008 (à partir de 2013, les catégories des Spellemannprisen deviennent mixtes). Elle ne repart cependant pas bredouille de la cérémonie, le prix de compositeur de l'année lui revenant pour son travail sur The Brothel.
Disponible depuis le 26 mars 2012, The Silicone Veil, cinquième (2011 vit la sortie de A Night At Salle Pleyel, œuvre expérimentale composée par Sundfør uniquement pour des synthétiseurs) album de Susanne Sundfør, continue d'explorer l'univers musical à la fois électronique et classique qui constitue le terrain de jeu de la native de Haugesund depuis The Brothel. Coproduit par Lars Horntveth (Jaga Jazzist, The National Bank), déjà présent sur le précédent album, The Silicone Veil bénéficie en outre de la participation des TrondheimSolistene, ensemble à cordes de réputation internationale. Avec 46 semaines de présence dans le Top 40 norvégien, dont deux à la première place, The Silicone Veil surpasse le record de longévité dans les charts de The Brothel (trente-et-une semaines), et a reçoit le même accueil enthousiaste de la part de la critique que son prédécesseur,. Elle prête également sa voix au générique de fin du film Oblivion.
En octobre 2014, Susanne Sundfør dévoile le premier extrait (Fade Away) de son sixième album, Ten Love Songs, dont la sortie est prévue le 16 février 2015. Plusieurs titres du nouvel album sont joués sur scène lors d'une mini tournée norvégienne en novembre 2014. L'album se classe directement en première place du Top 40 norvégien à sa sortie, et suscite l'attention des critiques musicaux et des médias spécialisés jusqu'en dehors de Scandinavie. Ten Love Songs est désigné meilleur album de l'année 2015 par un jury de 68 journalistes musicaux Norvégiens (Kritikertoppen), et le titre Delirious se classe en cinquième position du classement des meilleurs morceaux de l'année.
Lors de la cérémonie de remise des Spellemannprisen 2015, qui se tient le 30 janvier 2016 au Spektrum d'Oslo, Susanne Sundfør remporte 3 prix pour Ten Love Songs: Artiste Pop de l'Année (Popsolist), Album de l'Année (Årets Album) et Productrice de l'Année (Årets Produsent), et profite de l'occasion pour dévoiler un morceau inédit, The Sound of War. Avec cinq nominations (aux trois catégories précédemment nommées s'ajoutant la Chanson de l'Année - Årets Låt - et le Grand Prix - Årets Spellemann -), Sundfør faisait figure de favorite pour cette édition. 
En septembre 2016, elle révèle sur internet un morceau inédit : Reincarnation. Ce titre, ainsi que The Sound of War, figure sur le septième album de Sundfør, Music for People in Trouble, qui sort le 25 août 2017. Un premier single, Undercover, illustré par un clip vidéo, avait été rendu public le 8 juin 2017, date de l'annonce de la sortie du nouvel opus.

## Style musical et influences

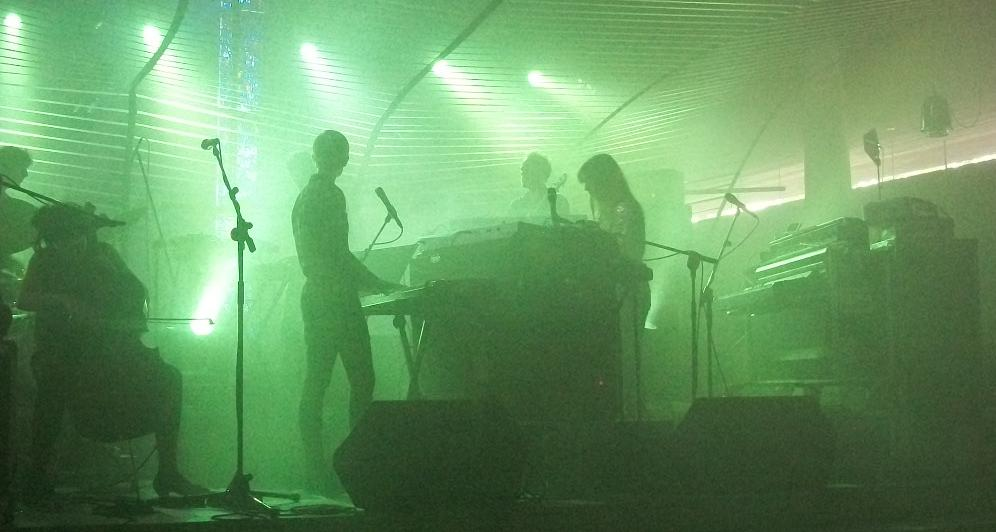
Susanne Sundfør (centre droit) et ses musiciens pendant leur concert dans l'église de Steinkjer durant le Steinkjerfestival 2012.

Pianiste ayant reçu une formation classique et jazz, Susanne Sundfør a, dans les albums The Brothel et The Silicone Veil, recours à des sonorités electro et dubstep. L'enregistrement de The Brothel voit également l'utilisation d'instruments inhabituels, comme la clarinette basse (instrument de formation du coproducteur du disque, Lars Horntveth), le marimba ou la sanza. L'instrument de prédilection de Susanne Sundfør est le piano électrique Fender Rhodes, que l'on retrouve par exemple sur le morceau-titre de The Brothel. Elle joue également de la guitare.
Souvent comparée à Joni Mitchell, Carole King, Kate Bush ou Tori Amos par les médias, Sundfør cite Radiohead, Jeff Buckley, Rufus Wainwright, Radka Toneff, Ane Brun, Fleetwood Mac, Beyoncé et Thomas Dybdahl comme ses sources principales d'inspiration. Il est également à noter que beaucoup de ses textes font plus ou moins ouvertement référence à des œuvres littéraires (James Joyce, Frank O'Hara, Sylvia Plath, Wystan Hugh Auden, etc.).

## Collaborations
Susanne Sundfør a collaboré avec plusieurs artistes, en majorité norvégiens, depuis le début de sa carrière. Outre sa participation à l'album Sorgen og Gleden en 2008, à l'invitation de la princesse héritière Mette Marit Tjessem Høiby de Norvège, on la retrouve aux côtés du groupe Hypertext sur le disque Astronaut Kraut! en 2010. Elle a également enregistré un duo, Kapitulera, avec le rappeur suédois Timbuktu en 2011, un autre (Sister To All) avec le groupe Real Ones pour leur sixième album First Night On Earth, et un dernier avec le jeune songwriter Morten Myklebust (Away) en 2012. 
En outre, le morceau White Foxes, tiré de The Silicone Veil, figure sur la bande originale du film Verden Venter de la réalisatrice suédoise Mariken Halle (sorti en 2013), dans lequel Sundfør fait une courte apparition.
Fin 2012, elle participe à l'émission de télévision norvégienne Lydverket avec le groupe Röyksopp, le trio interprétant à cette occasion Ice Machine, reprise du groupe anglais Depeche Mode. Cette collaboration est reconduite à plusieurs reprises, et accouche de plusieurs titres: Running to the Sea (2012), Save Me (2014), Never Ever (2016), In the End (2019), If You Want Me (2022) et The Mourning Sun (2022).
En 2013, elle collabore à la bande-originale, composée par Anthony Gonzalez (M83) et Joseph Trapanese, du long-métrage Oblivion (Joseph Kosinski) en interprétant la chanson-titre du film. Elle participe au septième album de M83 (Junk), où elle chante sur le titre For the Kids. 
Productrice du premier album du duo Bow To Each Other, The Urge Drums rendu public le 24 janvier 2014, Susanne Sundfør accompagne également le groupe sur scène à l'occasion de la release party qui s'ensuit au Parkteatret d'Oslo. Bow To Each Other avait assuré la première partie de Susanne Sundfør lors de la tournée de promotion norvégienne de The Silicone Veil.

## Discographie

### Albums
| Année | Album                       | Meilleur classement | Meilleur classement |
| Année | Album                       | NOR                 | SUE                 |
| ----- | --------------------------- | ------------------- | ------------------- |
| 2007  | Susanne Sundfør             | 3                   | —                   |
| 2008  | Take One                    | 32                  | —                   |
| 2010  | The Brothel                 | 1                   | —                   |
| 2011  | A Night At Salle Pleyel     | —                   | —                   |
| 2012  | The Silicone Veil           | 1                   | —                   |
| 2015  | Ten Love Songs              | 1                   | 47                  |
| 2017  | Music for People in Trouble |                     |                     |
| 2023  | blómi                       |                     |                     |

### Singles
| Année | Single                 | Meilleur classement | Meilleur classement | Meilleur classement | Album             |
| Année | Single                 | NOR                 | SUE                 | DAN                 | Album             |
| ----- | ---------------------- | ------------------- | ------------------- | ------------------- | ----------------- |
| 2006  | Walls                  | 3                   | —                   | —                   | Susanne Sundfør   |
| 2007  | I Resign               | —                   | —                   | —                   | Susanne Sundfør   |
| 2010  | The Brothel            | 2                   | —                   | —                   | The Brothel       |
| 2010  | It's All Gone Tomorrow | —                   | —                   | —                   | The Brothel       |
| 2011  | Turkish Delight        | —                   | —                   | —                   | The Brothel       |
| 2012  | White Foxes            | 19                  | —                   | —                   | The Silicone Veil |
| 2012  | The Silicone Veil      | —                   | —                   | —                   | The Silicone Veil |
| 2014  | Fade Away              | 25                  | —                   | —                   | Ten Love Songs    |
| 2015  | Delirious              | —                   | —                   | —                   | Ten Love Songs    |
| 2015  | Accelerate             | —                   | —                   | —                   | Ten Love Songs    |

### Singles auxquels Susanne Sundfør a collaboré
| Année | Single                                                  | Meilleur classement | Meilleur classement | Meilleur classement | Album                                         |
| Année | Single                                                  | NOR                 | SUE                 | DAN                 | Album                                         |
| ----- | ------------------------------------------------------- | ------------------- | ------------------- | ------------------- | --------------------------------------------- |
| 2011  | Kapitulera (Timbuktu featuring Susanne Sundfør)         | 12                  | —                   | —                   | Sagolandet                                    |
| 2011  | Sister To All (Real Ones featuring Susanne Sundfør)     | —                   | —                   | —                   | First Night On Earth                          |
| 2012  | Away (Morten Myklebust featuring Susanne Sundfør)       | —                   | —                   | —                   | Morten Myklebust                              |
| 2012  | Running To The Sea (Röyksopp featuring Susanne Sundfør) | 14                  | —                   | 10                  | The Inevitable End                            |
| 2013  | Oblivion (M83 featuring Susanne Sundfør)                | —                   | —                   | —                   | Oblivion (Original Motion Picture Soundtrack) |
| 2014  | Let Me In (Kleerup featuring Susanne Sundfør)           | —                   | —                   | —                   | As If We Never Won                            |